# Ramipril
 Ramipril  è una molecola appartenente alla classe degli ACE inibitori (inibitori dell'enzima che converte l'angiotensina), utilizzata come farmaco nel trattamento dell'ipertensione e di alcuni tipi di insufficienza cardiaca cronica. In Italia, il farmaco è venduto dalla società farmaceutica Sanofi-Aventis con il nome commerciale di Triatec, e dalla società farmaceutica Polifarma con il nome commerciale di Quark, nella forma farmaceutica di compresse da 1,25 mg, 2,5 mg, 5 mg e 10 mg.  Il farmaco è inoltre prodotto e commercializzato da numerose altre società farmaceutiche (Sandoz, Zentiva e altri) come medicinale equivalente.

## Farmacodinamica
Ramipril è un ace-inibitore, ovvero un inibitore dell'enzima che converte l'angiotensina (ACE), cioè di quella peptidildipeptidasi che catalizza la conversione dell'angiotensina I in angiotensina II, dotata di marcata attività vasocostrittiva. L'inibizione avviene per il legame del farmaco all'atomo di zinco contenuto nell'enzima. Il farmaco, inibendo l'ACE, riduce la sintesi dell'angiotensina II nel tessuto e nel plasma, e per questo motivo abbassa la pressione arteriosa, riducendo le resistenze vascolari periferiche senza far aumentare in via riflessa gittata cardiaca, contrattilità miocardica e frequenza cardiaca. La ridotta sintesi di angiotensina II comporta, inoltre, una ridotta secrezione di aldosterone. La ridotta secrezione di aldosterone determina, a sua volta, un aumento dei livelli sierici di potassio. Il ramipril eserciterebbe la sua attività anche sul sistema callicreina-chinine-prostaglandine: determina infatti una riduzione della velocità di inattivazione della bradichinina. La riduzione dei livelli di angiotensina II provoca minor vasocostrizione, l'aumento della bradichinina produce vasodilatazione: i due effetti risultano sinergici e con ciò si raggiunge l'effetto farmacologico finale.
Ramipril ha dimostrato di ridurre significativamente lo sviluppo di microalbuminuria e questo effetto è stato dimostrato sia in pazienti ipertesi che in pazienti normotesi.

## Usi clinici
Ramipril trova indicazione in cardiologia per il trattamento dell'ipertensione arteriosa (singolarmente oppure in associazione con altri farmaci, ad esempio diuretici e calcio-antagonisti), dell'insufficienza cardiaca e dello scompenso cardiaco, dei postumi dell'infarto miocardico acuto in soggetti che presentano segni e sintomi di insufficienza cardiaca congestizia (specialmente se di età superiore a 55 anni). 
Il farmaco è anche indicato per il trattamento della nefropatia in soggetti non diabetici e nelle complicazioni renali (ad esempio la microalbuminuria) associate al diabete mellito, inoltre il Ramipril è indicato nella prevenzione secondaria di eventi cardio-cerebrovascolari in pazienti con pregresso infarto miocardico, ictus, malattia arteriosa periferica (AOP) anche con fattori di rischio come ipertensione, fumo di sigaretta, iperlipidemia (inclusa ipercolesterolemia totale e/o LDL) e microalbuminuria.

## Effetti collaterali ed indesiderati
Alcuni degli effetti indesiderati sono cefalea, dispepsia, leucopenia, vertigini, nausea, diarrea, vomito, febbre, ipoglicemia, affaticamento, porpora, anemia, broncospasmo, artralgia, dolore toracico, angina, stomatite, congiuntivite, ansia, disfunzione erettile, alopecia, onicolisi, bronchite, confusione, sincope.
In alcuni soggetti ramipril può comportare l'insorgenza di angioedema e reazioni allergiche. È stata inoltre segnalata la possibile comparsa di rash cutaneo, sindrome di Raynaud, vasculiti, sindrome di Stevens-Johnson.
In alcuni individui ramipril può provocare ipotensione immediatamente dopo l'assunzione della prima dose di farmaco (cosiddetto effetto ipotensione da prima dose). 
Alcune categorie di soggetti vanno incontro con maggiore frequenza all'effetto ipotensione da prima dose: si tratta dei pazienti con elevati livelli di renina plasmatica, dei pazienti con ipovolemia, di soggetti in trattamento con diuretici oppure disidratati, in emodialisi, in regime alimentare povero di sodio, affetti da ipertensione reno-vascolare o da scompenso cardiaco congestizio.
Per questo motivo si consiglia di testare la risposta pressoria individuale con una piccola dose test. È necessario sospendere l'utilizzo eventuale di diuretici prima di eseguire la prova.
In ogni caso, per ridurre l'insorgenza dell'"effetto di prima dose", è utile iniziare il trattamento al dosaggio più basso, quindi aumentare la dose a seconda della risposta terapeutica e della tollerabilità del paziente. Altro accorgimento utile si è rivelata la somministrazione della prima dose alla sera prima di coricarsi.
In soggetti con ischemia miocardica o pregressi disturbi cerebrovascolari, l'ipotensione indotta dall'assunzione del farmaco può provocare infarto miocardico o ictus.
L'ipotensione indotta da ramipril può precipitare in un'insufficienza renale acuta grave in soggetti appartenenti a categorie a rischio (soggetti con grave disidratazione, con insufficienza cardiaca, con ipovolemia). Per ridurre il rischio di ipotensione, è opportuno sospendere temporaneamente l'eventuale assunzione di un diuretico e/o correggere l'omeostasi in caso di disturbi dell'equilibrio elettrolitico, come ad esempio una contemporanea terapia con diuretici, dialisi, dieta iposodica, diarrea e/o vomito protratti nel tempo. La minimizzazione del rischio di ipotensione arteriosa può rendere opportuno ripristinare l'equilibrio elettrolitico e/o i liquidi tramite la somministrazione di infusioni di soluzione fisiologica o ringer-lattato.
Nei soggetti con scompenso cardiaco ed in terapia con un diuretico dell'ansa ad elevato dosaggio, l'ipotensione da ACE-inibitore può risultare decisamente più frequente e marcata. Per ridurre il rischio, il diuretico potrebbe essere sospeso temporaneamente, tenendo presente che una simile scelta potrebbe però indurre edema polmonare come effetto rebound.
In caso di ipotensione conclamata, è necessario tenere il paziente in posizione supina. Oltre al ripristino della volemia (tramite infusioni per via endovenosa di soluzione fisiologica salina), è possibile ricorrere ad amine vasopressororie (ad esempio adrenalina, noradrenalina, dopamina).
Ramipril, sia pure raramente, può essere causa di episodi di tossicità midollare. Il farmaco è stato associato a discrasia ematica, leucopenia, neutropenia e agranulocitosi, trombocitopenia, depressione midollare. Questi effetti si registrano, in particolare, in caso di insufficienza renale, patologie cardiovascolari, sindromi immunosoppressive ed in presenza di malattie del collagene (sclerodermia, lupus eritematoso), specie se in presenza di trattamento chemioterapico contemporaneo con antimetaboliti o di terapia cortisonica.

## Controindicazioni
L'alterata funzionalità epatica non rappresenta una controindicazione assoluta alla somministrazione di ramipril. Tuttavia, nei soggetti con insufficienza epatica, la somministrazione di ramipril richiede cautela, poiché è possibile che si verifichi una riduzione dell'attività terapeutica del farmaco, che è strettamente legata alla concentrazione del suo metabolita attivo, il ramiprilato, ottenuto per azione delle esterasi epatiche.
Ramipril, similmente ad altri ACE-inibitori così come anche altri farmaci ad azione vasodilatante, deve essere somministrato con estrema cautela in soggetti che presentano ostruzione a livello valvolare (stenosi aortica, stenosi della valvola mitrale) e nel tratto di deflusso del ventricolo sinistro (cardiomiopatia ipertrofica ostruttiva). Queste patologie rappresentano, pertanto, una controindicazione relativa. In anni recenti, alcuni studi hanno comunque evidenziato che enalapril, ramipril e gli altri ACE-inibitori sono generalmente ben tollerati nei soggetti con stenosi aortica severa, migliorano significativamente la tolleranza allo sforzo e riducono la dispnea. Il farmaco non è raccomandato in caso di shock cardiogeno ed ostruzione emodinamica importante.

## Dosi terapeutiche
- Scompenso cardiaco, 1,25 mg al giorno (sotto controllo medico), (dose massima 10 mg al giorno)
- Ipertensione, 1,25 mg al giorno (dose massima 10 mg al giorno)
- Come profilassi dopo un infarto miocardico acuto,  2,5 mg al giorno.

## Gravidanza ed allattamento
La somministrazione di ramipril nelle donne gravide non è raccomandata, in particolare durante il primo trimestre, per la possibile tossicità fetale.
Per questo motivo le donne in età fertile e che hanno il dubbio di essere gravide dovrebbero eseguire sempre un test di gravidanza prima di iniziare la terapia con il farmaco. Successivamente è bene vengano adottate valide misure contraccettive. Se nonostante ciò fosse diagnosticata una gravidanza, la terapia farmacologica deve essere immediatamente sospesa.
Gli studi sperimentali hanno messo in evidenza il possibile passaggio nel latte materno di piccole quantità di enalapril. Se durante l'allattamento il trattamento con ramipril è ritenuto necessario, pur in assenza di rilevanti effetti clinici, in via precauzionale l'allattamento al seno deve essere interrotto.

## Interazioni
- Drospirenone: il trattamento di associazione con ramipril può comportare un aumento delle concentrazioni plasmatiche di potassio. È opportuno monitorare la kaliemia durante il primo ciclo di trattamento con anticoncezionali contenenti drospirenone.
- Sali di potassio, diuretici risparmiatori di potassio: la somministrazione contemporanea di diuretici risparmiatori di potassio (amiloride, triamterene, spironolattone) oppure di sali di potassio non è raccomandata per il possibile aumento della kaliemia.
- Allopurinolo, immunosoppressori, corticosteroidi, procainamide, citostatici: questi come altri farmaci che sono in grado di alterare il quadro ematico, possono aumentare il rischio di reazioni ematologiche date da ramipril.
- Sali di litio: l'eliminazione del litio può essere ridotta dalla somministrazione di ramipril. La ridotta escrezione può portare ad un aumento della concentrazione sierica del litio e della sua tossicità.
- Antidiabetici (insulina, sulfoniluree): ramipril può determinare una ridotta resistenza all'insulina. In alcuni soggetti tale riduzione può comportare ipoglicemia anche grave in soggetti in trattamento concomitante con antidiabetici.